# The Tony Williams Lifetime
The Tony Williams Lifetime (lifetime англ. время жизни, продолжительность жизни) — американская фьюжн-группа под руководством ударника Тони Уильямса.

## The Lifetime 1969—1974
The Tony Williams Lifetime образовалась в 1969 году как пауэр-трио с гитаристом Джоном Маклафлином и органистом Ларри Янгом. Возможно, имя группе было дано по названию первого сольного альбом Уильямса Lifetime (1964). В том же году на Polydor выходит дебютный двойной альбом Emergency!. В то время альбом был практически отвергнут джазовой аудиторией из-за своего тяжелого ро́кового звучания, хотя сейчас считается классикой фьюжна. Бас-гитарист/вокалист Джек Брюс присоединился к группе на втором альбоме Turn It Over (1970).
Гитарист Тед Данбар (Ted Dunbar) заменил ушедшего Маклафлина на альбоме 1971 года Ego. В записи также принимали участие Рон Картер на басу и виолончели, перкуссионисты Уоррен Смит (Warren Smith) и Дон Алайас (Don Alaias) и Ларри Янг на органе. В живых выступлениях этого периода участвовал басист Джуини Бут (Juini Booth). Выступление во Франции 7 августа 1971 года было отснято на цветную плёнку и показано по французскому телеканалу Pop2. После ухода Ларри Янга в период после июня 1971 года Тони Уильямс остался единственным оригинальным участником ансамбля.
Четвёртый и последний выпущенный под названием Lifetime альбом (и последний на фирме Polydor) The Old Bum's Rush записан в 1972 году в Бостоне (все предшествующие альбомы были записаны в Нью-Йорке) и включает совершенно новый состав: гитаристка/вокалистка Лаура «Текила» Логан (Laura «Tequila» Logan), Уэбстер Льюис (Webster Lewis) на органе и клавинете, Дэвид Горовиц (David Horovitz) на фортепиано, вибрафоне и синтезаторе ARP и Херб Башлер (Herb Bushler) на басу. В записи также принял гостевое участие отец Тони — саксофонист Тиллмон Уильямс (Tillmon Williams). Прежде чем приступить к записи, состав отыграл материал нового альбома 1 июля 1972 года в Карнеги-Холле в Нью-Йорке. Альбом во многом стал уходом от концептуального фьюжна к более легковесной музыке. Контракт с Polydor завершился, а группа распалась.
В августе 1972 года Уильямс собрал новое недолго просуществовавшее трио Life Time Experience, с басистом Стэнли Кларком и скрипачом Жаном-Люком Понти. Их выступление на фестивале в Шатоваллоне, Франция, 23 августа 1972 года, было заснято в чёрно-белом формате.
В 1974 году организован ещё один состав Lifetime с Уэбстером Льюисом, Лаурой Логан, Джеком Брюсом и британским гитаристом Аланом Холдсуортом. Этот состав, иногда называемый Wildlife, в октябре того же года записал в Стокгольме альбом Wildlife, который не был издан официально и существует лишь как бутлег.

## Новая жизнь: The New Lifetime 1975—1980
Весной 1975 года Уильямс собрал новый квартет, The New Tony Williams Lifetime, с участием Алана Холдсуорта, басиста Тони Ньютона (Tony Newton) и пианиста Алана Паскуа (Alan Pasqua). Состав записал два альбома для Columbia/SBC: Believe It (1975) и Million Dollar Legs (1976). После записи второго из них Холдсуорта сменил Марлон Грейвз (Marlon Graves) для участия в туре в поддержку альбома.
В 1977 году настало время очередного полностью нового состава: гитаристы Майк Хоффманн (Mike Hoffmann) и Джерри Мюль (Gerry Mule), басист Майкл Форманк (Michel Formanek) и клавишник Пол Потен (Paul Potyen). Состав записал демо для Columbia, но официального альбома не последовало. Также состав сыграл немного концертов, исполняя материал с Ego, Believe It и Million Dollar Legs.
В июле 1978 года Уильямс совершил турне по Японии вместе с гитаристом Ронни Монтроузом, клавишником Брайаном Огером (Brian Auger), басисом Марио Чипполлина (Mario Cipollina) и специальным гостем ударником Билли Кобэмом. Состав был представлен как The Tony Williams All Stars. Позже в этом же году вышел сольный альбом Уильямса The Joy of Flying, эклектичная работа с гостевым участием Херби Хэнкока, Сесила Тейлора, Стенли Кларка, Майкла Брекера, Джорджа Бенсона и Яна Хаммера. Альбом также включал запись «Open Fire», сделанную с концерта All Stars.
В 1979 последовал очередной полностью обновлённый состав: Тод Карвер (Tod Carver, гитара), Банни Брунель (Bunny Brunel, бас), Брюс Харрис (Bruce Harris, клавишные) и Том Грант (Tom Grant, клавишные). Как и состав 1977 года, этот ансамбль не имел записей и сыграл лишь небольшое количество концертов. В конце этого периода состав был усечён до трио с Грантом и Брунелем.
В конце мая 1980 года новое трио Уильямса с участием Патрика O’Хирна (Patrick O’Hearn, бас) и Тома Гранта записывает малоизвестный альбом Play or Die для шведского лейбла PS Production. Альбом, выпущенный как сольник Уильямса, стилистически ознаменовал возвращение к мощному фьюжну с доминированием клавишных инструментов.

## Trio Of Doom
В 1979 году Columbia Records собрала вместе Уильямса, Маклафлина и басиста Жако Пасториуса для участия в фестивале Havana Jam в Гаване, Куба. Их единственное выступление в Karl Marx Theater 3 марта 1979 года было заснято на плёнку и вошло в документальный фильм «Havana Jam’79».
8 марта 1979 года трио собралось в Нью-Йорке, чтобы записать программу, сыгранную до этого вживую, но Пасториус и Уильямс рассорились, и проект так и не был закончен.
26 июня 2007 года лейбл Legacy Recordings издал альбом Trio of Doom, включающий записи как с концерта, так и из студии.

## Память
Со времени смерти Тони Уильямса в 1997 году появилось несколько проектов-трибьютов.
В 2001 году участник второго состава TTWL Джек Брюс посвятил песню «Directions Home» с альбома Shadows In The Air памяти Тони Уильямса и Ларри Янга (Ларри Янг умер в 1978 году).
В 2003 году гитарист Джон Скофилд, органист Ларри Голдингс (Larry Goldings) и барабанщик Джек Дежонетт (Jack DeJohnette) организовали Trio Beyond как трибьют-группу в честь TTWL. Инструментальный состав повторяет первый состав TTWL (гитара — орган — ударные), записавший Emergency!. Двойной концертный альбом «Saudaudes» (запись 2004 г., выпущен ECM в 2006 г.), примерно наполовину состоит из кавер-версий TTWL.
В декабре 2008 года гитарист Вернон Рейд, органист Джон Медески, барабанщица Синди Блэкман и Джек Брюс собрались под названием The Tony Williams Lifetime Tribute Band, чтобы сыграть несколько шоу в Японии. Репертуар был построен вокруг программы TTWL периода 1969-70 годов. В 2011 года состав собрался вновь для концертов в Северной Америке. Реакция была столь позитивной, что группа, взяв название Spectrum Road (по песне с первого альбома TTWL «Via The Spectrum Road»), в 2012 году отправилась в студию и записала альбом Spectrum Road. Во время концерта 7 июля 2012 года на фестивале в Монтрё, Швейцария, к группе присоединился ещё один экс-участник TTWL — Джон Маклафлин.
Джек Брюс умер 25 октября 2014 года.

## Дискография

### The Tony Williams Lifetime
- Emergency! (двойной, 1969)
- Turn It Over (1970)
- Ego (1971)
- The Old Bum's Rush (1972)
- The Lost Wildlife Sessions (запись 1974 г.; официально альбом не издавался, известен под названиями Wildlife, «Lost Wildlife Tapes», The Stockholm Sessions и др.)

### The New Tony Williams Lifetime
- Believe It (1975)
- Million Dollars Leg (1976)

### Trio Of Doom
- Trio Of Doom (2007; концертные и студийные записи 1979 г.)